# Pandita Ramabai
Pandita Ramabai Sarasvati (India, 23 de abril de 1858 - 5 de abril de 1922) escritora y activista india por los derechos y la educación de las mujeres, pionera en la educación y emancipación de las mujeres en la India y reformadora social. Fue la primera mujer en recibir los títulos de Pandita como erudita en sánscrito y Sarasvati después de ser examinada por la facultad de la Universidad de Calcuta. Fue una de las diez mujeres delegadas de la sesión del Congreso de 1889. A fines de la década de 1890, fundó la Misión Mukti en la aldea de Kedgaon, a cuarenta millas al este de la ciudad de Pune. Posteriormente, la misión se denominó Misión Pandita Ramabai Mukti.

## Biografía
Pandita Ramabai Sarasvati nació como Rama Dongre el 23 de abril de 1858 en una familia brahmán de habla idioma marathi, pero más tarde adoptó el cristianismo en Inglaterra. Su padre, Anant Shastri Dongre, un erudito en sánscrito, le enseñó sánscrito en casa. Huérfana a la edad de 16 años durante la Gran Hambruna de 1876-1878, Dongre y su hermano Srinivas viajaron por la India recitando escrituras sánscritas. La fama de Ramabai como conferenciante llegó a Calcuta, donde los pandits la invitaron a hablar. En 1878, la Universidad de Calcuta le confirió los títulos de Pandita y Sarasvati en reconocimiento a su conocimiento de varias obras en sánscrito.  El reformador teísta Keshab Chandra Sen le dio una copia de los Vedas, la más sagrada de toda la literatura hindú, y la animó a leerlos. Después de la muerte de Srinivas en 1880, Ramabai se casó con Bipin Behari Medhvi, un abogado bengalí. El novio era un kayastha bengalí, por lo que el matrimonio fue entre castas e interregionales y, por lo tanto, se consideró inapropiado para esa edad. Se casaron en una ceremonia civil el 13 de noviembre de 1880. La pareja tuvo una hija a la que llamaron Manorama. Después de la muerte de Medhvi en 1882, Ramabai, que solo tenía 23 años, se mudó a Pune y fundó una organización para promover la educación de las mujeres.

## Activismo social
Después de la muerte de Medhvi (1882), Ramabai se mudó a Pune, donde fundó Arya Mahila Samaj (Sociedad de Mujeres Arya). El propósito de la sociedad era promover la causa de la educación de la mujer y su liberación de la opresión del matrimonio infantil. Cuando en 1882 el gobierno de la India nombró una comisión para investigar la educación, Ramabai dio testimonio ante él. En un discurso a la Comisión de Educación de Lord Ripon, declaró con fervor: "En noventa y nueve casos de cada cien, los hombres educados de este país se oponen a la educación femenina y la posición adecuada de las mujeres. Si observan la más mínima falta, magnifican el grano de mostaza hasta convertirlo en una montaña y tratan de arruinar el carácter de una mujer". Sugiere que se capacite a los maestros y que se nombren inspectoras escolares. Además, dijo que como la situación en la India era que las condiciones de las mujeres eran tales que las mujeres solo podían tratarlas médicamente, las mujeres indias deberían ser admitidas en las facultades de medicina. La evidencia de Ramabai causó una gran sensación y llegó a la reina Victoria. Dio sus frutos más tarde en el inicio del Movimiento Médico de Mujeres de Lord Dufferin.
Ramabai fue a Gran Bretaña en 1883 para comenzar su formación médica y fue rechazada de los programas médicos debido a una sordera progresiva. Durante su estancia se convirtió al cristianismo. Desde Gran Bretaña viajó a los Estados Unidos en 1886 para asistir a la graduación de su pariente y la primera doctora india, Anandibai Joshi. Se quedó durante dos años. Durante este tiempo también tradujo libros de texto y dio conferencias en todo Estados Unidos y Canadá. También había publicado uno de sus libros más importantes, The High-Caste Hindu Woman. Este también fue el primer libro que escribió en inglés. Ramabai dedicó este libro al Dr. Joshi, la mujer hindú de casta alta, para ser específico, una mujer brahmán que mostraba los aspectos más oscuros de la vida de las mujeres hindúes, incluidas las niñas novias y las niñas viudas, buscaba exponer la opresión de las mujeres en la India británica dominada.
Mientras daba presentaciones en los EE. UU. Para buscar apoyo para su trabajo en la India, Ramabai conoció a Frances Willard en julio de 1887. Willard invitó a Ramabai a hablar en la convención nacional de la Unión de Mujeres por la Templanza Cristiana en noviembre de 1887, donde obtuvo el apoyo de esta gran organización de mujeres. Regresó a la India en junio de 1888 como conferenciante nacional de la WCTU. Mary Greenleaf Clement Leavitt, el primer Misionero Mundial de la WCTU, ya estaba allí cuando Ramabai regresó, pero no se encontraron. Sin embargo, Ramabai trabajó con la WCTU de India una vez que se organizó oficialmente en 1893.
En 1896, durante una hambruna severa, Ramabai recorrió las aldeas de Maharashtra con una caravana de carretas de bueyes y rescató a miles de niñas marginados, niñas viudas, huérfanas y otras mujeres indigentes y los llevó al refugio de Mukti y Sharada Sadan. Una mujer instruida que conocía siete idiomas, también tradujo la Biblia a su lengua materna, el maratí, del hebreo y el griego originales.
Para 1900 había 1.500 residentes y más de cien cabezas de ganado en la misión Mukti y ella también participó en el establecimiento de una Iglesia en Mukti. La Misión Pandita Ramabai Mukti sigue activa hoy en día, proporcionando vivienda, educación, formación profesional, etc. para muchos grupos necesitados, incluidos viudas, huérfanos y ciegos.

## Vida familiar

Pandita Ramabai y su hija Manorama Bai, 1911.

Como Pandita Ramabai se involucró en el servicio social, había poca vida familiar personal. Su infancia estuvo llena de dificultades, perdió a sus padres temprano y su esposo murió a los dos años de matrimonio. También tuvo que educar a su única hija, Manorama Bai. Lo hizo bien: Manorama completó su licenciatura en la Universidad de Bombay; fue a los Estados Unidos para realizar estudios superiores; Regresó a la India y trabajó como directora de Sharada Sadan, Mumbai. Con su ayuda, Pandita Ramabai estableció Christian High School en Gulbarga (ahora en Karnataka), un distrito atrasado del sur de la India, durante 1912, y su hija era la directora de la escuela. En 1920, el cuerpo de Ramabai comenzó a flaquear y ella designó a su hija como la que se haría cargo del ministerio de la Misión Mukti. Sin embargo, Manorama murió en 1921. Su muerte fue un shock para Ramabai. Nueve meses después, Ramabai, que sufría de bronquitis séptica, murió el 5 de abril de 1922, pocas semanas antes de cumplir 64 años.

## Círculos y problemas de Ramabai

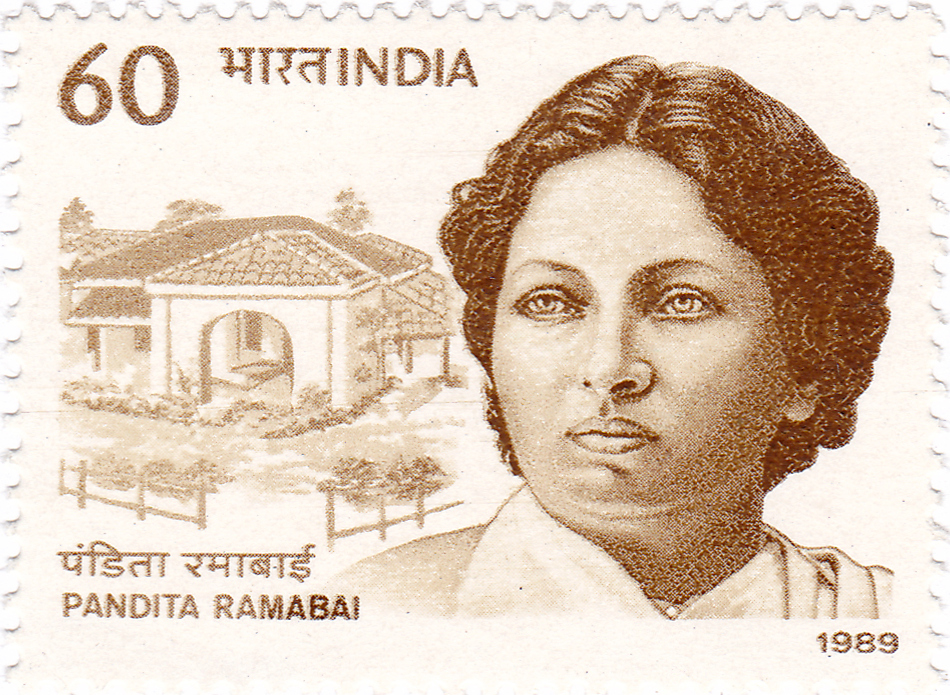
Ramabai en un sello de la India de 1989

Swami Vivekananda menciona a Ramabai en sus cartas. “Estoy asombrado de escuchar los escándalos que los círculos de Ramabai están generando sobre mí. ¿No ve, Sra. ¿Que por mucho que un hombre se comporte, siempre habrá personas que inventen las más negras mentiras sobre él? En Chicago, oía esas cosas todos los días en mi contra. ¡Y estas mujeres son invariablemente las mismísimas cristianas de los cristianos!"

## Reconocimientos
- "Pandit" y "Sarasvati" en Bengala (antes de ir a Gran Bretaña), reconociendo sus habilidades en sánscrito.
- Medalla Kaisari por servicio comunitario en 1919, otorgada por el Gobierno Colonial Británico de la India.[16]
- Es honrada con un día de fiesta en el calendario litúrgico de la Iglesia Episcopal (EE. UU.) el 5 de abril[17] y un día de conmemoración en el calendario litúrgico de la Iglesia de Inglaterra el 30 de abril.[18]
- El 26 de octubre de 1989, en reconocimiento a su contribución al adelanto de la mujer india, el Gobierno de la India emitió un sello conmemorativo.[19]
- Una carretera en Mumbai también se nombra en su honor. La carretera que conecta Hughes Road con Nana Chowk, en las proximidades de la localidad de Gamdevi, se conoce como Pandita Ramabai Marg.[20]

## Obras
- Pandita Ramabai, Encuentro americano de Pandita Ramabai: Los pueblos de los Estados Unidos (1889), en línea
- Ramabai Sarasvati, Pandita. La mujer hindú de casta alta (1888) online
- Sarasvati, Ramabai. Pandita Ramabai a través de sus propias palabras: Obras seleccionadas (Oxford University Press, 2000).